# Parco nazionale di Lauhanvuori
Il parco nazionale di Lauhanvuori (in finlandese: Lauhanvuoren kansallispuisto) è un parco nazionale della Finlandia, nella provincia della Finlandia occidentale. È stato istituito nel 1982 e occupa una superficie di 53 km².